# Mieczysław Małecki
Mieczysław Małecki (Mielec, Voivodia da Subcarpácia, 14 de julho de 1903 — 3 de setembro de 1946 Kłodzko, Voivodia da Baixa Silésia, Polônia) foi um linguísta, eslavista e professor da Universidade Jaguelônica. 
Ele era o filho do veterinário Michael Malecki e de Bronislawa de Grodeckich. Participou do ensino médio em Zloczow, e mais tarde, em Nowy Targ, nos anos de 1923 - 1927, estudou filologia polonesa e eslava, além de estudos românicos da  Universidade Jaguelônica. Obteve o grau de mestre ao trabalhar prematuramente com a teoria "Tatra arcaico com uma tentativa de determinar os limites do dialeto". Em janeiro de 1929 foi nomeado pela Comissão Academia Polaca de Ciências e Língua. Desde fevereiro de 1935, com contrato com a  Universidade Jaguelônica, onde a partir de 1 de outubro de 1937 dirigia especificamente para a filologia eslava sul. Em 6 de novembro de 1939, foi preso pelos nazistas como parte da "Sonderaktion Krakau", operação contra professores acadêmicos, para erradicar a elite intelectual polonesa especialmente nos centros.  
Esteve na Prisão Wroclaw em Cracóvia e nos campos de concentração de Sachsenhausen, incluindo Dachau. Libertado em dezembro de 1941, retornou a Cracóvia, onde, a pedido das autoridades da Universidade Jaguelônica participou da organização do ensino universitário secreto.  A partir de abril de 1942 serviu como Reitor do Sistema Secreto de Assuntos Educacionais. Suas realizações a este respeito foram muito apreciadas pelo reitor e professor de Władysław Szafer. Em 24 janeiro de 1945, tornou-se professor, e em novembro de 1945, foi nomeado professor da recém-criada Catedral de Dialetologia Eslava. Ele também foi diretor de estudos eslavos. 
Em julho de 1945 foi eleito membro da Academia Polonesa de Ciências.  Escreveu mais de 80 artigos (incluindo 8 livros), incluindo  Atlas Językowy Polskiego Podkarpacia (1934), Język polski na południe od Karpat (Spisz, Orawa Czadeckie, wyspy językowe). 
Uma rua de Cracóvia recebeu seu nome. 